# Campeonato Maranhense de Futebol de 1987
O Campeonato Maranhense de Futebol de 1987 foi a 66º edição da divisão principal do campeonato estadual do Maranhão. O campeão foi o Sampaio Corrêa que conquistou seu 20º título na história da competição. O artilheiro do campeonato foi Bacabal, jogador do Maranhão, com 20 gols marcados.

## Premiação
| Campeonato Maranhense de 1987       |
| São Luís                            |
| ----------------------------------- |
| Sampaio Corrêa Campeão (20º título) |